# Passejada amb barret
La Passejada amb barret és un esdeveniment cultural popular que porta una dècada invitant a tothom que vulgui a passejar-se amb barret per Barcelona. És una manera de donar la benvinguda a la primavera amb un barret ja sigui nou com a antic o usat. Organitzat per les capelleres barcelonines Nina Pawlowsky i Cristina de Prada, l'esdeveniment està inspirat en el concepte americà de la Easter Parade que és particularment popular a la ciutat de Nova York, on tradicionalment el diumenge de Pasqua es tanca al trànsit un tram gran de la 5a Avinguda perquè la gent surti a passejar amb barret.
La primera edició de la Passejada es va celebrar l'any 2005 i ha anat guanyant en popularitat amb el transcurs dels anys, arribant a sis-cents participants en 2012. Se celebra normalment el diumenge següent al diumenge de Pasqua (però si coincideix amb un altre festiu es canvia la data) i el recorregut és per Rambla de Catalunya, començant per la Diagonal.